# Kammu
Cesarz Kammu (jap. 桓武天皇 Kammu tennō; ur. 737, zm. 9 kwietnia 806) — 50. cesarz Japonii, według tradycyjnego porządku dziedziczenia. Panował w latach 781-806. Przed wstąpieniem na tron nosił imię książę Yamabe (jap. 山部親王 Yamabe-shinnō). Był najstarszym synem cesarza Kōnina. Nazywany także cesarzem Kashiwabara (jap. 柏原天皇 Kashiwabara tennō).
Syn cesarza Kōnina i Takano no Mikasa (córki prowincjonalnego możnowładcy wywodzącego się z rodu koreańskich imigrantów). Jako książę nie miał szans na objęcie tronu, gdyż jego ojciec miał jeszcze syna z małżeństwa z cesarzową Inoue (córka cesarza Shōmu, siostry cesarzowej Shōtoku). Na skutek intrygi Momokawa Fujiwara, który dążył do osadzenia na tronie księcia Yamabe, jego przyrodni starszy brat został odsunięty od władzy i zmarł (rzekomo śmiercią naturalną w tym samym dniu, co jego matka).
Po wstąpieniu na tron w 781 roku zdecydował o przenosinach z Nary do nowej stolicy Nagaoka-kyō. Powodem przenosin były starania rodziny cesarskiej, by obniżyć wpływy klasztorów buddyjskich w państwie. Jej budowa rozpoczęła się w 784 roku. Intrygi pałacowe inspirowane przez ród Fujiwara i pasmo nieszczęść, które spotkało cesarza i jego poddanych (śmierć dwóch żon i matki cesarza, epidemia czarnej ospy) przypisywane mściwemu duchowi niesłusznie oskarżonego o zamach stanu księcia Sawaro, który popełnił samobójstwo, sprawiły, że Kammu zdecydował o ponownych przenosinach stolicy w 794 roku do Heian-kyō (dzisiejsze Kioto).
Kammu przekształcił Radę Dworską (Saigi) w naczelny organ doradczy. Utworzył Biuro Archiwów (Kurōdodokoro), które przejęło wszystkie funkcje wykonawcze rządu, oraz Urząd Policji Cesarskiej (Kebiishi-chō). Organy te zapewniły mu i jego doradcom bardziej bezpośrednią władzę. Z jego rozkazu wyznaczono inspektorów obwodowych (jap. 勘解由使 kageyushi) kontrolujących sprawozdania zarządców prowincji ustępujących ze stanowiska. Prowadził ustawiczne walki na granicy z Ezo. W 792 roku zrezygnował z poborowej armii na rzecz milicji lokalnej, zwanej kondei (jap. 健児), rekrutowanej spośród prowincjonalnej szlachty. Przyczynił się do rozkwitu dwóch nowych sekt buddyjskich, Tendai i Shingon, które trzymały się z dala od spraw politycznych.
Po śmierci nadano mu dwa imiona. W stylu chińskim – Kammu, i w stylu japońskim – Nippon Netsuko Kōtō Wataru Akira Mikoto (jap. 日本根子皇統弥照尊). Mauzoleum cesarza Kammu znajduje się w prefekturze Kioto. Nazywa się ono Kashiwabara-no misasagi.